# Callulina kisiwamsitu
Callulina kisiwamsitu е вид жаба от семейство Brevicipitidae. Видът е застрашен от изчезване.

## Разпространение и местообитание
Разпространен е в Танзания.
Обитава гористи местности, планини, възвишения, пещери и храсталаци.